# Heinkel He 50
O Heinkel He 50 foi um bombardeiro de mergulho biplano monomotor, produzido pela Heinkel, que apesar de ter sido desenvolvida uma versão (denominada Heinkel He 66) para a Marinha Imperial Japonesa, foi usado pela Luftwaffe em unidades de bombardeamento antes da guerra. Contudo, o He 50 serviu até ao final da Segunda Guerra Mundial, prestando serviço em missões de bombardeamento noturno, até ao ponto de as unidades que o operavam já não terem combustível nem peças para o repararem.